# Германы
Герма́ны — химические соединения германия с водородом общей формулы GenH2n+2 (где n от 1 до 8). Гомологичны алканам (насыщенным углеводородам с формулой CnH2n+2).

## Представители
- Герман GeH4 — простейший гидрид германия, бесцветный газ (т.кип. −88°C).
- Дигерман — Ge2H6 (т.кип. 29°C)
- Тригерман — Ge3H8 (т.кип. 110,5°C)
- Тетрагерман — Ge4H10 (т.кип. 176,9°C)
- Пентагерман — Ge5H12 (т.кип. 234°C)

## Получение
- Низшие германы получают действием кислот на соединения германия с щёлочноземельными металлами:

{\displaystyle {\mathsf {Mg_{2}Ge+HCl\ {\xrightarrow[{-MgCl_{2}}]{}}\ GeH_{4},Ge_{2}H_{6},Ge_{3}H_{8}}}}
- При пропускании моногермана через слабый электрический разряд получается смесь высших германов GenH2n+2 с n=2÷9, которые разделяют перегонкой.

## Химические свойства
Аналогичны свойствам силанов. Являются сильными восстановителями.

## Применение
Используются для изготовления органических соединений германия.
Производные германия применяются в качестве теплоносителей и сополимеров.
При распаде дают сверхчистый германий, который используется для изготовления электроники.

## Нахождение в природе
Герман GeH4 найден в атмосфере Юпитера с молярным содержанием (7 ± 2)·10−10.